# 基栗底柯
基栗底柯，又作名称宿，是印度占星学二十七宿（纳沙特拉）之一，与中国二十八宿的昴宿相对应。
印度神话中，战神塞建陀由六姊妹抚养长大，这六姊妹即被称为基栗底柯，她们是七仙人的配偶。基栗底柯由日曜统治，守护神为阿耆尼。它的联络星是昴宿六（金牛座η）。
传统上，印度人为婴儿取名会以其出生时月亮所在的宿为依据，其名字的首字母是与这一宿对应的四个梵文字母之一。与基栗底柯相应的梵文字母分别为。